# Aureliano in Palmira
Aureliano in Palmira (Aureliano em Palmira ou Aurélio em Palmira) é um drama serio operístico em dois atos escrito por Gioachino Rossini, em 1813, para um libreto italiano no qual o libretista era creditado apenas pelas iniciais "G. F. R.", sendo posteriormente atribuída a sua identidade a Felice Romani, Gian Francesco Romanelli ou ainda a Luigi Romanelli, poeta do La Scala antes da nomeação de Romani para o mesmo cargo.

Baseado no libreto de Gaetano Sertor para a ópera Zenobia in Palmira de Pasquale Anfossi, escrito em 1789, a obra centra o seu enredo na rivalidade entre o imperador romano Aureliano e o príncipe Arsace da Pérsia pela conquista da bela Zenóbia, rainha de Palmira.

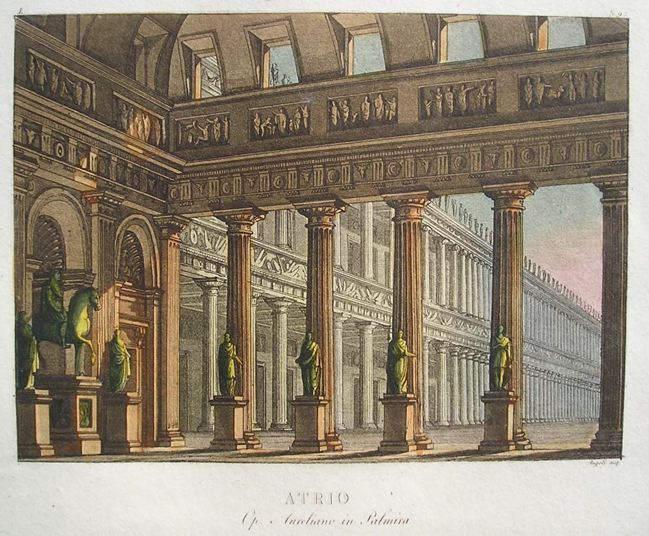
Cenário do ato 1 na produção original no La Scala por Alessandro Sanquirico

O dueto do ato 1 entre Zenóbia e Arsace, "Se tu m'ami, o mia regina" (Se me ama, ó minha rainha), foi muito elogiado por Stendhal, que embora nunca tivesse visto uma performance completa de Aureliano in Palmira, após ouvir o dueto num concerto em Paris, descreveu a sua música como "sublime" e um dos melhores duetos que Rossini havia escrito. Outra música desta ópera, particularmente a abertura, foi posteriormente reutilizada por Rossini em Elisabetta, regina d'Inghilterra e em O Barbeiro de Sevilha.
Estreou no La Scala em Milão em 26 de dezembro de 1813.

## Performances
Século XIX
Aureliano in Palmira foi a segunda encomenda de Rossini para o La Scala, tendo aberto oficialmente a temporada de carnaval do teatro com o famoso castrato Giovanni Battista Velluti no papel de Arsace. Foi o único papel que Rossini escreveu para a voz do castrato. Rossini havia originalmente escrito o papel de Aureliano para Giovanni David, um dos mais renomados tenores da época, no entanto, devido a problemas de garganta do cantor durante os ensaios da ópera, este retirou-se da produção, e Luigi Mari tomou o seu lugar. A popular soprano Lorenza Correa interpretou o papel da rainha Zenóbia. A orquestra da estreia foi dirigida por Alessandro Rolla, com encenação dirigida por Alessandro Sanquirico.
A noite de abertura da ópera gerou críticas mistas no público milanês que tanto elogiou a produção como considerou a música inferior à de Tancredi de Rossini, que havia estreado em Veneza no início daquele mesmo ano. Apesar das críticas, a obra teve 14 apresentações no La Scala e foi realizada esporadicamente em vários teatros italianos, incluindo o Teatro di San Carlo em Nápoles ou ainda em Londres, entre 1814 e 1831, caindo posteriormente na obscuridade.
Século XX e XXI
A sua primeira apresentação moderna realizou-se em setembro de 1980 no Teatro Politeama de Génova, sob o comando do maestro Giacomo Zani. No elenco principal, Paolo Barbacini desempenhou o papel de Aureliano, Helga Müller-Molinari de Arsace e Luciana Serra de Zenóbia.
Em 1996 a obra foi novamente encenada, nomeadamente no Festival Rossini in Wildbad, sendo conduzida por Francesco Corti e com Donald George como Aureliano, Angelo Manzotti como Arsace e Tatiana Korovina como Zenóbia.
Em 2011 a ópera foi encenada em Martina Franca e em 2014 no Festival de Óperas de Rossini em Pésaro, sendo dirigida pelo maestro Will Crutchfield e o encenador e realizador Mario Martone.

## Elenco de Estreia
| Função | Tipo de voz   | Elenco de estreia, 26 de dezembro de 1813 Maestro: Alessandro Rolla |
| --- | ------------- | ------------------------------------------------------------------- |
| Aureliano, Imperador de Roma | tenor         | Luigi Mari                                                          |
| Zenobia, Rainha de Palmira | soprano       | Lorenza Correa                                                      |
| Arsace, Príncipe da Pérsia | alto castrado | Giovanni Battista Velluti                                           |
| Publia, filha de Valeriano, secretamente apaixonada por Arsace                                                                  | mezzo-soprano | Luigia Sorrentino                                                   |
| Oraspe, general do exército palmirano                                                                                           | tenor         | Gaetano Pozzi                                                       |
| Licínio, um tribuno | graves        | Pietro Vasoli                                                       |
| Il Gran Sacerdote (Alto Sacerdote)                                                                                              | graves        | Vincenzo Botticelli                                                 |
| Sacerdotes, donzelas palmiranas, soldados palmiranos, persas e romanos; pastores e pastoras; Soldados romanos, palmyran, persas |               |                                                                     |